# NGC 1800
NGC 1800 é uma galáxia irregular (IBm) localizada na direcção da constelação de Columba. Possui uma declinação de -31° 57' 16" e uma ascensão recta de 5 horas, 06 minutos e 25,4 segundos.
A galáxia NGC 1800 foi descoberta em 19 de Novembro de 1835 por John Herschel.